# Фрум, Дэвид
Дэвид Фрум (англ. David J. Frum; род. 30 июля 1960, Торонто, Канада) — американский журналист и политический комментатор. Бывший спичрайтер по экономике президента США Джорджа Буша.
Приходится дальним родственником экономисту Полу Кругману.
Окончил Йельский университет (бакалавр и магистр искусств по истории, 1982).
Степень доктора права получил в Гарвардской школе права (1987).
В 1989—1992 годах редактор редакционной страницы «Wall Street Journal», затем в 1992—1994 гг. обозреватель журнала «Форбс».
В 1994—2000 годах старший научный сотрудник Манхэттенского института политических исследований (Manhattan Institute for Policy Research).
С избранием в 2000 году президентом США Джорджа Буша, получил должность в Белом доме (являясь гражданином Канады, он был одним из немногих иностранных граждан, работавших в Белом доме при Буше).
С 2007 года гражданин США.